# غاري غريفين
غاري غريفين (بالإنجليزية: Gary Griffin)‏ هو منتج أسطوانات وملحن أمريكي، ولد في 26 أكتوبر 1951 في سينسيناتي في الولايات المتحدة.

## وصلات خارجية
- غاري غريفين على موقع IMDb (الإنجليزية)